# Parasmittina harudiensis
Parasmittina harudiensis is een mosdiertjessoort uit de familie van de Smittinidae. De wetenschappelijke naam van de soort is voor het eerst geldig gepubliceerd in 2007 door Guha & Gopikrishna.